# Pierre Lacaze (rugby)
Pour les articles homonymes, voir Pierre Lacaze et Lacaze.

a Compétitions nationales et continentales officielles uniquement.

b Matchs officiels uniquement.
Pierre  Lacaze, surnommé Papillon, né le 4 mai 1934 à Pontacq et mort le 8 juillet 1995 à Lourdes, est un joueur français de rugby à XV et de rugby à XIII évoluant au poste de demi d'ouverture ou d'arrière en XV et d'arrière en XIII. 
Sa carrière sportive se compose de deux périodes à succès. Formé aux Papillons de Pontacq puis au Racing club de France, il se révèle ensuite comme l'un des grands acteurs du succès de Lourdes sur le rugby à XV français à la fin des années 1950 aux côtés de Jean Prat, Jean Barthe, Roger Martine et Henri Domec remportant trois titres de Championnat de France en 1956, 1957 et 1958. Il devient également un titulaire indiscutable de l'équipe de France en étant un des grands artisans de la victorieuse Tournée de 1958 en Afrique du Sud et de la victoire du XV de France dans le Tournoi des Cinq Nations 1959.
En 1959, à l'âge de 25 ans, et au faîte de sa gloire en XV, il rejoint le code de rugby à XIII en signant pour le Toulouse Olympique XIII du président M. Pierre, il est avec Jean Barthe l'une des recrues stars de cet été 1959 entre les deux codes de rugby et ravive la « guerre XV-XIII ». Lacaze joue cinq saisons à Toulouse, connait trois finales de Coupe de France perdue mais remporte le Championnat de France en 1965 avec Joseph Guiraud, Georges Aillères et Pierre Parpagiola. Il connaît ensuite plusieurs clubs de rugby à XIII au gré des saisons, le XIII Catalan, Marseille, Montpellier, un retour à Toulouse avec une finale de Coupe de France disputée en 1968 avant de s'établir à Lézignan où il remporte enfin la Coupe de France en 1970. Il côtoie également l'équipe de France où à plusieurs reprises il est l'arrière attitré de la sélection disputant 18 rencontres.

## Biographie
Son jeune frère Claude Lacaze est également international de rugby à XV au poste d’arrière.

## Carrière en rugby à XV

### Club
- Papillons de Pontacq
- Racing club de France (junior)
- FC Lourdes (1954-1959)

#### Palmarès
- Coupe Frantz Reichel :
  - Champion (1) : 1954 avec le Racing
- Challenge Yves du Manoir :
  - Vainqueur (1) : 1956
- Championnat de France de première division :
  - Champion (3) : 1956, 1957 et 1958
  - Vice-champion (1) : 1955

### Équipe de France
Pierre Lacaze dispute son premier test match contre l'équipe d'Afrique du Sud le 26 juillet 1958 et son dernier contre l'équipe d'Irlande 18 avril 1959.
Il fait partie de l'équipe qui bat les Springboks pour la première fois en Afrique du Sud le 16 août 1958 dans une tournée historique pour les Bleus.
Il remplace Michel Vannier au poste d’arrière de l’équipe de France alors que ce dernier est gravement blessé.
- 7 sélections
- 3 drops, 1 pénalité, 1 transformation, 14 points
- Sélections par saison : 2 en 1958, 5 en 1959
- vainqueur du Tournoi des Cinq Nations 1959

## Carrière en rugby à XIII

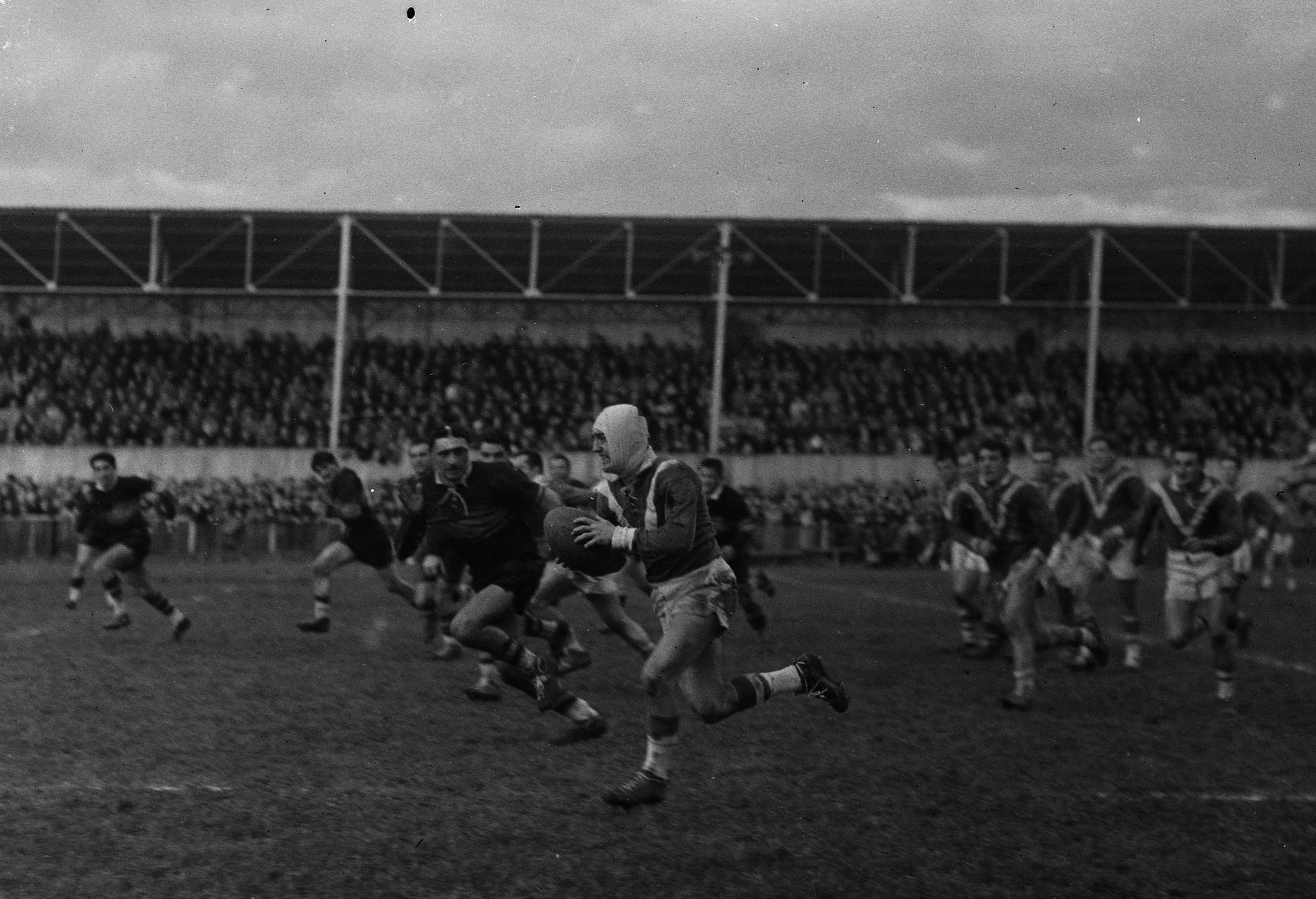
Pierre Lacaze, blessé à la tête, attaque. Photographie d'André Cros conservée aux archives municipales de Toulouse.

### Palmarès en rugby à XIII
- Collectif : 
  - Vainqueur du Championnat de France : 1965 (Toulouse).
  - Vainqueur de la Coupe de France : 1970 (Lézignan).
  - Finaliste de la Coupe de France : 1962, 1963, 1964, 1968 (Toulouse) et 1971 (Lézignan).

### Équipe de France
- international (18 sélections) de 1959 à 1967.
- parmi ses exploits les plus célèbres: huit buts lors de son premier match international, le 31 octobre 1959 à Paris, dans une courte défaite devant l'Australie (20-19).
- membre de la Tournée du XIII de France dans l'hémisphére sud (1960).

#### Détails en sélection de rugby à XIII
| 1.  | 31 octobre 1959  | Australie        | 19-20 | Test-match | Arrière | 16 | - | 6 | 2 |
| 2.  | 20 janvier 1960  | Australie        | 8-16  | Test-match | Arrière | 2  | - | 1 | - |
| 3.  | 6 mars 1960      | Grande-Bretagne  | 20-18 | Test-match | Arrière | 8  | - | 4 | - |
| 4.  | 26 mars 1960     | Grande-Bretagne  | 17-17 | Test-match | Arrière | 8  | - | 4 | - |
| 5.  | 11 juin 1960     | Australie        | 8-8   | Tournée    | Arrière | 8  | - | 4 | - |
| 6.  | 2 juillet 1960   | Australie        | 6-56  | Tournée    | Arrière | 6  | - | 3 | - |
| 7.  | 28 janvier 1961  | Grande-Bretagne  | 8-27  | Test-match | Arrière | 2  | - | 1 | - |
| 8.  | 9 décembre 1961  | Nouvelle-Zélande | 5-5   | Test-match | Arrière | 2  | - | 1 | - |
| 9.  | 3 avril 1963     | Grande-Bretagne  | 4-42  | Test-match | Arrière | 4  | - | 2 | - |
| 10. | 6 décembre 1964  | Grande-Bretagne  | 18-8  | Test-match | Arrière | 8  | - | 4 | - |
| 11. | 23 janvier 1965  | Grande-Bretagne  | 7-17  | Test-match | Arrière | 4  | - | 2 | - |
| 12. | 15 novembre 1965 | Nouvelle-Zélande | 14-3  | Test-match | Arrière | 4  | - | 2 | - |
| 13. | 16 janvier 1966  | Grande-Bretagne  | 18-13 | Test-match | Arrière | 12 | - | 6 | - |
| 14. | 5 mars 1966      | Grande-Bretagne  | 8-4   | Test-match | Arrière | 4  | - | 2 | - |
| 15. | 22 janvier 1967  | Grande-Bretagne  | 13-16 | Test-match | Arrière | 10 | - | 5 | - |
| 16. | 4 mars 1967      | Grande-Bretagne  | 23-13 | Test-match | Arrière | 14 | - | 7 | - |
| 17. | 17 décembre 1967 | Australie        | 7-7   | Test-match | Arrière | 4  | - | 2 | - |
| 18. | 24 décembre 1967 | Australie        | 10-3  | Test-match | Arrière | -  | - | - | - |

### Statistiques
| Saison    | Saison                  | Championnat           | Championnat | Coupe           | Coupe      | Sélection | Sélection | Sélection | Sélection | Sélection | Sélection | Sélection |
| Saison    | Saison                  | Comp.                 | Class.      | Comp.           | Class.     | Comp.     | M         | Pts       | Ess.      | Buts      | Dp.       |           |
| --------- | ----------------------- | --------------------- | ----------- | --------------- | ---------- | --------- | --------- | --------- | --------- | --------- | --------- | --------- |
| 1959-1960 | Toulouse olympique XIII | Championnat de France | 9e          | Coupe de France | 1/2 finale |           | 6         | 48        | -         | 22        | 2         |           |
| 1960-1961 | Toulouse olympique XIII | Championnat de France | 10e         | Coupe de France | 1/8 finale |           | 1         | 2         | -         | 1         | -         |           |
| 1961-1962 | Toulouse olympique XIII | Championnat de France | 1/4 finale  | Coupe de France | Finaliste  |           | 1         | 2         | -         | 1         | -         |           |
| 1962-1963 | Toulouse olympique XIII | Championnat de France | Barrage     | Coupe de France | Finaliste  |           | 1         | 4         | -         | 2         | -         |           |
| 1963-1964 | Toulouse olympique XIII | Championnat de France | Finaliste   | Coupe de France | Finaliste  |           |           |           |           |           |           |           |
| 1964-1965 | Toulouse olympique XIII | Championnat de France | Vainqueur   | Coupe de France | 1/2 finale |           | 2         | 12        | -         | 6         | -         |           |
| 1965-1966 | XIII Catalan            | Championnat de France | 2e tour     | Coupe de France | 1/8 finale |           | 3         | 20        | -         | 10        | -         |           |
| 1966-1967 | RC Marseille            | Championnat de France | 1/4 finale  | Coupe de France | 1/4 finale |           | 2         | 24        | -         | 7         | 5         |           |
| 1967-1968 | Montpellier XIII        | Championnat de France | 14e         | Coupe de France | 1/8 finale |           | 2         | 4         | -         | 2         | -         |           |
| 1967-1968 | Toulouse olympique XIII | Championnat de France | 12e         | Coupe de France | Finaliste  |           |           |           |           |           |           |           |
| 1968-1969 | FC Lézignan             | Championnat de France | 1/4 finale  | Coupe de France | 1/2 finale |           |           |           |           |           |           |           |
| 1969-1970 | FC Lézignan             | Championnat de France | 1/2 finale  | Coupe de France | Vainqueur  |           |           |           |           |           |           |           |
| 1970-1971 | FC Lézignan             | Championnat de France | 10e         | Coupe de France | Finaliste  |           |           |           |           |           |           |           |